# Juan Llossas
Juan Llossas (* 27. Juli 1900 in Barcelona; † 21. Mai 1957 in Salzburg) war ein spanischer Musiker aus Katalonien.

## Leben
Llossas wurde als Sohn einer angesehenen Kaufmannsfamilie geboren und sollte zunächst dem Wunsch seiner Eltern entsprechend das väterliche Geschäft übernehmen. Er erhielt eine strenge Erziehung und Ausbildung als Klosterschüler. Nebenbei interessierte er sich aber für Musik und durfte Klavier- und Orgelunterricht nehmen. Er riss alsbald aus und fuhr als blinder Passagier nach Südamerika. Dort schlug er sich als Musiker durch und begeisterte sich zunehmend für lateinamerikanische Rhythmen.
Nach seiner Rückkehr nach Barcelona gaben ihm seine Eltern die Erlaubnis, Musik zu studieren, dies erfolgte an der Tonkunst-Akademie in Darmstadt und später in Berlin bei Roesler. Vergleichbar mit z. B. Michael Jary finanzierte er sein Studium nebenbei mit seiner nächtlichen Pianistentätigkeit in Lokalen und begann mit ersten Kompositionen.
Juan Llossas entdeckte den Tango für sich und gründete sein eigenes Tanzorchester, die Original Spanisch-Argentinische Tangokapelle Juan Llossas. Zur Eröffnung der Femina-Bar in der Nürnberger Straße in Berlin am 1. Oktober 1929 wurde sein Orchester neben Formationen von Julian Fuhs und Ernö Geiger verpflichtet, es gelang bereits beim ersten Auftritt der Durchbruch.
1930 gewann er die „Goldene Funkuhr“ im Wettbewerb des Berliner Rundfunks vor Dajos Béla, Marek Weber und Barnabás von Géczy.
Später musste Llossas aus Zeitgründen ein Flugzeug mieten, um mit seinem Orchester alle Terminverpflichtungen erfüllen zu können. Zwischendurch wurden zahlreiche Schallplattenaufnahmen eingespielt. Seine Kapelle fand auch im Tonfilm Verwendung.
Er war ein begabter Komponist, zu seinem Markenzeichen wurde neben anderen Eigenkompositionen wie Oh Fräulein Grete und Blonde Claire insbesondere der Tango Bolero.

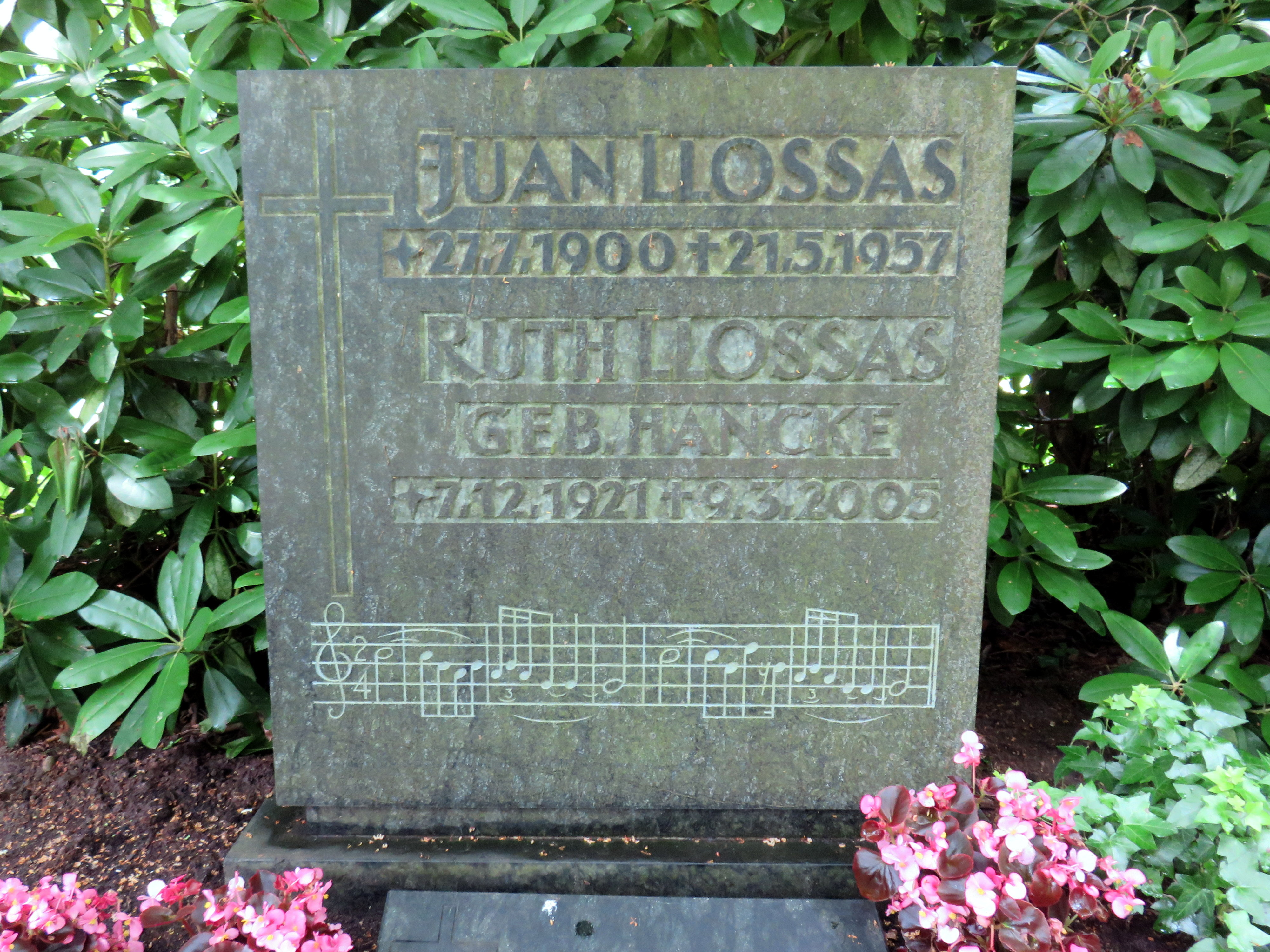
Grab auf dem Friedhof Ohlsdorf

Llossas war Mitglied der Falange, der faschistischen Bewegung Spaniens, und wurde im nationalsozialistischen Deutschland als „einer der ältesten Anhänger General Francos“ verehrt. Die Organisation „Kraft durch Freude“ (KdF) engagierte ihn und seine Kapelle immer wieder für Auftritte in der Rüstungsindustrie, so z. B. im Juli 1942 in der großen Pulverfabrik Eibia in Bomlitz. Trotz Ärgers mit der Reichsmusikkammer wegen „Jazzanklängen“ und einer „nichtarischen“ Sängerin kam Juan Llossas relativ unbeschadet durch den Krieg und erlebte dessen Ende mit seiner deutschen Frau Ruth in Hamburg.
Danach gelang ihm eine zweite Karriere, er wurde mit seinem Orchester für den englischen Soldatensender BFN verpflichtet. Fast 4 Jahre blieb er mit 43 Musikern, 2 Arrangeuren, Notenschreiber und Sekretärin an der Hamburger Musikhalle. Jede Woche musste Llossas einen neuen Tango schreiben, der dann mit Flugzeug zur BBC nach London gebracht wurde.
Er gab mit seinem Orchester viele Konzerte, insbesondere in der Hamburger Musikhalle und dem Hamburger Varieté Haus Vaterland.
Llossas verstarb während eines Gastspiels in Salzburg an einem Schlaganfall und wurde dem Wunsch seiner Witwe entsprechend auf dem Friedhof Ohlsdorf beerdigt. Der Grabstein zeigt die ersten acht Takte seiner Komposition „Tango Bolero“.

## Tondokumente
Llossas hinterließ Aufnahmen auf Tonträgern von Grammophon, Ultraphon, Tri-Ergon, Tempo und Imperial (Kristall).
a) Kompositionen von Llossas:
- Oh, Fräulein Grete! Tango von Juan Llossas. Text: Dr. Fritz Löhner-Beda. Alfred Beres mit Orchester. Refraingesang: Walter Jurmann. Ultraphon A 762 (mx. 15 357), aufgen. Oktober 1930 auf YouTube, abgerufen am 18. Februar 2019.
- Blonde Cläre. Tango (Juan Llossas – Ritter) Juan Llossas original argentinische Tango-Kapelle, Gesang: Leo Monosson. Grammophon ……….. / …………….. (mx. ………), aufgen. in Berlin, 1932 auf YouTube, abgerufen am 18. Februar 2019.

b) Aufnahmen mit Llossas:
- Du schönste Frau von Madrid ! Paso doble (Santeugini & Brest) Kapelle Juan Llossas, Gesang Leo Monosson. Grammophon 22 625 / 2225 BR-II, aufgen. 1929 auf YouTube, abgerufen am 18. Februar 2019.
- Ein bißchen Puder, ein bißchen Schminke. Tango (Ebeler, Meisel, Schwarz, Rosen) Juan Llossas original argentinische Tango-Kapelle, Gesang: Leo Monosson. Grammophon 23 623 / C 40 271 (mx. 1294 BT-I), aufgen. 1930 auf YouTube, abgerufen am 18. Februar 2019.
- Singen leis' die Geigen… Tango aus dem Luis Trenker-Tonfilm „Der Sohn der weißen Berge“ (Giuseppe Becce, Willy Rosen und Marcel Lion) Juan Llossas mit seinem Tango-Orchester, Gesang Leo Monosson. Grammophon 23 624 / C 40 272 (mx. 1295 BT-I), aufgen. 1930 auf YouTube, abgerufen am 18. Februar 2019.
- Nur Du und ich. Tango aus der Posse “Ich tanze um die Welt mit Dir” (Friedrich Hollaender, Text Marcellus Schiffer): Juan Llossas mit seinem Tango-Orchester, Gesang Walter Jurmann. Ultraphon A 501 (mx. 10 983), aufgen. Mai 1930 auf YouTube, abgerufen am 18. Februar 2019.
- Eine kleine Sehnsucht. Tango aus der Max Reinhardt-Inszenierung der Komödie “Phaea” (TuM Fr. Hollaender) Juan Llossas und sein Tango-Orchester, Gesang: Walter Jurmann. Ultraphon A 501 (mx. 10 985), aufgen. Mai 1930 auf YouTube, abgerufen am 18. Februar 2019.
- Im Rosengarten von La Plata. Tango (Willy Rosen, Text von Robert Gilbert) Juan Llossas und sein Tango-Orchester, mit Refraingesang Leo Moll [d. i. Monosson]. Electrola E.G. 2202 (mx. 0D 30), aufgen. Januar 1931 auf YouTube, abgerufen am 18. Februar 2019.
- Für dich, für dich, mein Baby. Tango (E.Rubens u. F.Rotter, bearb. F.Grothe) Juan Llossas und sein internationales Orchester, mit Refraingesang. Electrola E.G. 2536 (mx. 0D 886), aufgen. April 1932. Der Refrainsänger ist Max Mensing. auf YouTube, abgerufen am 18. Februar 2019.
- Happy Days are here again (Wochenend und Sonnenschein) Foxtrot a.d. Tonfilm “Chasing Rainbows” (Milton Ager). Juan Llossas mit seinem Orchester aus der “Femina”, Berlin. Tri-Ergon T.E.6080 (mx. 03980) auf YouTube, abgerufen am 18. Februar 2019.
- Lieselott, du bist mein Fall. Foxtrot (Engel – Schwabach) Juan Llossas m.s. Orchester, Gesang: Max Mensing. Electrola E.G. 2543 (mx. OD 908), aufgen. Mai 1932 auf YouTube, abgerufen am 18. Februar 2019.
- San Francisco – Foxtrot (Kaper & Jurmann) a.d. gleichn. Amerikan. Tonfilm. Juan Llossas mit seinem Tanz-Orchester (ohne Gesang). Imperial No.17 090 (mx. … ? …) – 1936 auf YouTube, abgerufen am 18. Februar 2019.
- Einmal ist keinmal – Tango (Ralph Benatzky) a. d.Tonfilm „Die ganz großen Torheiten“ mit Paula Wessely und Rudolf Forster. Juan Llossas und sein Tango-Orchester. Gesang: Rudi Schuricke, Imperial No.17123 (mx. C 25 049), aufgen. Berlin 1937. auf YouTube, abgerufen am 18. Februar 2019.
- Wenn ein junger Mann kommt. Foxtrot a.d. Tonfilm “Frauen sind doch bessere Diplomaten” (F.Grothe – W.Dehmel) Juan Llossas mit seinem Orchester, mit Refraingesang: Kurt Reichherzer. Tempo 5049 (mx. 1667), aufgen. 1938 auf YouTube, abgerufen am 18. Februar 2019.
- Abends in der kleinen Bar, Fox Trot (Kötscher – Graff) Juan Llossas mit seinem Tanz-Orchester, mit Refraingesang: Rudi Schuricke. Imperial No.17 253 (mx. K.C.27 530), aufgen. April 1939 auf YouTube, abgerufen am 18. Februar 2019.

## Filmographie
1930	Ein Tango für Dich (Rolle: Leiter der Kapelle)
1931	Ein Mädel von der Reeperbahn (Rolle: Leiter der Kapelle)
1931	Der Weg nach Rio
1931	Kabarett-Programm Nr. 5 [ Kurztonfilm ]
1931	Ihre Majestät die Liebe
1937	Truxa
1937	Die ganz großen Torheiten

1951	Sensation in San Remo (Rolle: Leiter der Kapelle)
195?	Im Rhythmus der Zeit [ Werbefilm: 485 m, 18 min ]
1983	Mabuse im Gedächtnis [ HFF-Film: 450 m, 15 min ]